# The European Journal of the History of Economic Thought
The European Journal of the History of Economic Thought (abgekürzt EJHET, ISO 4: Europ. J. Hist. Econ. Thought) ist eine wissenschaftliche Fachzeitschrift mit Peer-Review-Verfahren mit einem Schwerpunkt auf der Geschichte des ökonomischen Denkens, die alle zwei Monate erscheint.

## Geschichte
Das Journal wurde 1993 ins Leben gerufen, weil die auf dem europäischen Festland veröffentlichten Bücher wegen der Sprachbarriere selten international rezipiert wurden. Die Herausgeber verstanden die Zeitschrift als pluralistisch und interdisziplinär, ohne einen speziellen ideologischen Ansatz zu verfolgen. Die ersten Herausgeber waren José Luís Cardoso, Gilbert Faccarello, Heinz D. Kurz und Antoin E. Murphy. 1995 wurden zwei Hefte veröffentlicht, 1996 bis 1998 je drei, 1999 bis 2009 je vier, 2010 und 2011 je fünf und seitdem je sechs Hefte pro Jahr. Die 1996 gegründete European Society for the History of Economic Thought (ESHET) veröffentlicht im EJHET ihre Tagungsdokumentationen. Die verantwortlichen Herausgeber im Jahr 2019 sind Muriel Dal-Pont Legrand, Richard Sturn und Hans-Michael Trautwein.

## Rezeption
Im Jahr 2018 wird der Impact Factor mit 0.440 angegeben. Eine Studie der französischen Ökonomen Pierre-Phillippe Combes und Laurent Linnemer sortiert das Journal in die unterste Kategorie D ein. Im Ranking des Handelsblattes befand sich die Zeitschrift 2013 und 2015 in der niedrigsten Kategorie D.